# Andrena relata
Andrena relata är en biart som beskrevs av Warncke 1967. Andrena relata ingår i släktet sandbin, och familjen grävbin. Inga underarter finns listade i Catalogue of Life.